# Легсон Каїра
Легсон Дідіму Каїра (англ. Legson Didimu Kayira прибл. 1942 — 14 жовтня 2012) — малавійський письменник. Здобув освіту в коледжі Скагіт-Веллі, Вашингтонському університеті та коледжі Святої Катарини в Кембриджі. Його ранні роботи на автобіографічному матеріалі були про сільське життя Малаві, а його пізніші твори висміювали режим Гастінгса Банди.

## Біографія
Каїра народилася в Мпалі, селі на півночі Ньясаленда (нині Малаві); точна дата не була записана, і сам він обрав для святкування 10 травня 1942 (у деяких джерелах рік народження містився між 1936 і 1940). Незабаром після його народження мати кинула його в річку Дідіму, бо не могла дозволити собі його прогодувати. Немовля врятували і дали йому ім'я «Дідіму», до якого він сам додасть англійське «Легсон» під час навчання у початковій школі.
Здібний юнак був удостоєний місця в середній школі Лівінгстонії, шкільним девізом якої було «Я старатимуся!» (фраза, яку він використовував як назву своєї найвідомішої книги «I Will Try»). Закінчивши цю школу в 1958 році, він пішки вирушив здобувати вищу освіту в США. Досягши Кампали в Уганді, він знайшов у довіднику інформаційної служби США назву коледжу Скагіт-Веллі, штат Вашингтон, куди і подав заявку. Потім Каїра вирушив у подорож довжиною понад 3000 кілометрів і дійшов до столиці Судану Хартума, де отримав візу, а люди зі Скагіт-Веллі зібрали йому гроші на поїздку до Вашингтона. У результаті він прибув на місце навчання за два роки після початку своєї подорожі.
Після закінчення Скагіт-Веллі він продовжив вивчати політологію у Вашингтонському університеті в Сіетлі, а потім історію в Кембриджському університеті у Великій Британії. Згодом він працював співробітником служби пробації і виступив автором кількох романів.
Подорож Африкою лягла в основу книги «Я старатимуся!» (I Will Try, 1965). Ця автобіографія перебувала у списку бестселерів New York Times протягом 16 тижнів після публікації. Також автобіографічні враження використано й у наступному романі «Тінь, що насувається» (The Looming Shadow, 1967), що описує життя африканської села. Роман «Джингала» (1969) розповідає про зіткнення поколінь «батьків і дітей». У романі «Державний службовець» (The Civil Servant, 1971) Каїра звертається до теми пошуків місця в житті молодої інтелігенції Африки.
Згодом Каїра оселився в Англії та помер у Лондоні 14 жовтня 2012 року. 13 жовтня 2016 року прах Легсона був похований у селі Чимфамба під час поминальної церемонії, на якій були присутні його діти.

## Вибрані твори
- I Will Try (autobiography), Doubleday, 1965.
- The Looming Shadow, Doubleday, 1967.
- Jingala, Doubleday, 1969.
- Things Black and Beautiful, Doubleday, 1970.
- The Civil Servant, Longman, 1971.
- «Homecoming», в антології Young and Black in Africa, Random House, 1971.
- The Detainee, Heinemann, 1974.